# Nombre polygonal centré
Ne doit pas être confondu avec Nombre polygonal.
En arithmétique géométrique, un nombre polygonal centré est un type de nombre figuré, qui peut être représenté par un polygone régulier ayant un point en son centre et tous ses autres points disposés autour de ce centre en couches polygonales successives avec un nombre donné de côtés. Les côtés d'une couche polygonale contiennent un point de plus que ceux de la couche polygonale précédente. Ainsi, dans une figure représentant un nombre k-gonal centré, la première couche contient k points et à partir de la deuxième, chaque couche contient k points de plus que la précédente.

## Relation de récurrence et formule explicite

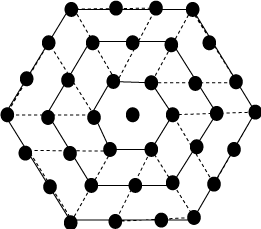

Pour tous entiers k ≥ 3 et n ≥ 1, le n-ième k-gone centré a un point central et n – 1 couches k-gonales régulières.
Pour tout entier n ≥ 2, la dernière couche du n-ième k-gone centré comporte k(n – 1) points ; c'est le gnomon associé au (n – 1)-ième k-gone centré, et faisant passer au n-ième :
Ainsi, le n-ième k-gone centré comporte n points sur chaque rayon et sur chaque côté.
Pour tous entiers k ≥ 3 et n ≥ 1, le n-ième nombre k-gonal centré est donc égal à 1 plus la somme des n premiers termes de la suite arithmétique de premier terme 0 et de raison k, ou encore, 1 plus k fois le (n – 1)-ième nombre triangulaire :
Le fait que {\displaystyle C_{k,n}=kT_{n-1}+1} est illustré sur la figure ci-dessous dans le cas {\displaystyle k=6}.

## Nombre à la foisk-gonal centré etk-gonal
Pour tout entier k ≥ 3, le premier et le k-ième nombres k-gonaux centrés sont aussi k-gonaux (non centrés):
Exemples :
- avec k = 3 : le nombre C3, 3 = 10 = P3, 4 est à la fois triangulaire centré et triangulaire ;
- avec k = 4 : le nombre C4, 4 = 25 = P4, 5 est à la fois carré centré et carré parfait.

## Nombre polygonal centré premier
Pour tout entier n ≥ 1, le n-ième nombre octogonal centré est le n-ième nombre carré impair. Il ne peut donc pas être premier.
Pour tout entier n ≥ 1, le n-ième nombre ennéagonal centré est le nombre triangulaire d'indice 3n – 2 ≠ 2. Il ne peut donc pas non plus être premier.
Pour tout entier k différent de 8 et de 9 (et ≥ 3), le 2-ième nombre k-gonal centré, Ck, 2 = 1 + k, peut évidemment être premier. En outre, il existe des nombres k-gonaux centrés premiers de rang n ≥ 3 (contrairement aux nombres k-gonaux).
Exemples : en gras dans les listes suivantes.

## Listes de nombres polygonaux centrés
| Nom, notation Ck,n                                    | Expression                                    | Les dix plus petits nombres                 | Numéro(s) de suite(s) de l'OEIS |
| ----------------------------------------------------- | --------------------------------------------- | ------------------------------------------- | ------------------------------- |
| Nombres triangulaires centrés, C3,n                   | {\displaystyle {\frac {1}{2}}(3n^{2}-3n+2)}   | 1, 4, 10, 19, 31, 46, 64, 85, 109, 136      | A005448 et A125602              |
| Nombres carrés centrés, C4,n                          | {\displaystyle 2n^{2}-2n+1=n^{2}+(n-1)^{2}}   | 1, 5, 13, 25, 41, 61, 85, 113, 145, 181     | A001844 et A027862              |
| Nombres pentagonaux centrés, C5,n                     | {\displaystyle {\frac {1}{2}}(5n^{2}-5n+2)}   | 1, 6, 16, 31, 51, 76, 106, 141, 181, 226    | A005891 et A145838              |
| Nombres hexagonaux centrés, C6,n                      | {\displaystyle 3n^{2}-3n+1=n^{3}-(n-1)^{3}}   | 1, 7, 19, 37, 61, 91, 127, 169, 217, 271    | A003215 et A002407              |
| Nombres heptagonaux centrés, C7,n                     | {\displaystyle {\frac {1}{2}}(7n^{2}-7n+2)}   | 1, 8, 22, 43, 71, 106, 148, 197, 253, 316   | A069099 et A144974              |
| Nombres octogonaux centrés, C8,n                      | {\displaystyle (2n-1)^{2}}                    | 1, 9, 25, 49, 81, 121, 169, 225, 289, 361   | A016754                         |
| Nombres ennéagonaux centrés, C9,n                     | {\displaystyle {\frac {1}{2}}(3n-1)(3n-2)}    | 1, 10, 28, 55, 91, 136, 190, 253, 325, 406  | A060544                         |
| Nombres décagonaux centrés, C10,n                     | {\displaystyle 5n^{2}-5n+1}                   | 1, 11, 31, 61, 101, 151, 211, 281, 361, 451 | A062786 et A090562              |
| Nombres undécagonaux centrés, C11,n                   | {\displaystyle {\frac {1}{2}}(11n^{2}-11n+2)} | 1, 12, 34, 67, 111, 166, 232, 309, 397, 496 | A069125 et A262344              |
| Nombres dodécagonaux centrés = Nombres étoilés, C12,n | {\displaystyle 6n^{2}-6n+1}                   | 1, 13, 37, 73, 121, 181, 253, 337, 433, 541 | A003154 et A083577              |